# Rowing barre
Le rowing barre (en anglais : rowing) est un exercice poly-articulaire de force et de musculation qui consiste à soulever et abaisser une barre d'haltères, développant principalement le grand dorsal, mais aussi qui stimule l'ensemble de la chaîne postérieure, c'est-à-dire les trapèzes, l'arrière des épaules, le grand rond et les lombaires. En statique, les fessiers et l'arrière des cuisses sont également sollicités.

## Exécution du mouvement
Debout, buste penché entre 45° et 90° en fonction du pratiquant, ce dernier peut prendre la barre d'haltères en pronation ou en supination, et dans ce cas, le travail est plus important pour le biceps et pour la partie supérieure du trapèze. En gardant la tête alignée avec le dos droit pendant toute l'exécution du mouvement, le pratiquant amène d'abord ses épaules en arrière, puis tire la barre au niveau de son abdomen en contractant le grand dorsal. Ensuite il redescend la barre doucement. Lorsque la barre est à la position de départ, il peut répéter le mouvement à nouveau.
Il est conseillé d'inspirer lorsque l'on amène la barre contre son torse et d'expirer lors de la descente.

## Consignes de sécurité
Cet exercice de musculation comporte plusieurs risques. Il est important de garder le corps fixe et le dos droit. Avoir le buste penché à 90° sollicite davantage le grand dorsal, mais met le bassin dans une mauvaise position: il y a alors plus de risque de blessure. C'est pourquoi il est préférable d'exécuter le mouvement à 45°. De plus, pour éviter de se blesser en voulant poser rapidement la barre au sol, il est recommandé d'avoir un support à bonne hauteur pour la barre.

## Variantes
Certains pratiquants utilisent une barre coudée EZ pour un meilleur confort des mains, ou avec des haltères. L'exécution du mouvement reste le même. Pour mieux se concentrer sur la contraction du grand dorsal, le pratiquant peut exécuter ce mouvement avec uniquement un haltère. Il existe aussi des machines qui permettent de mieux isoler la zone de travail et réduire les risques de blessure, comme le rowing machine où le mouvement est effectué assis et à l'horizontal.